# Atropanthe sinensis
Atropanthe sinensis ist die einzige Art der Pflanzengattung Atropanthe innerhalb der Familie der Nachtschattengewächse (Solanaceae). Sie ist endemisch im südlichen Zentralchina.

## Beschreibung

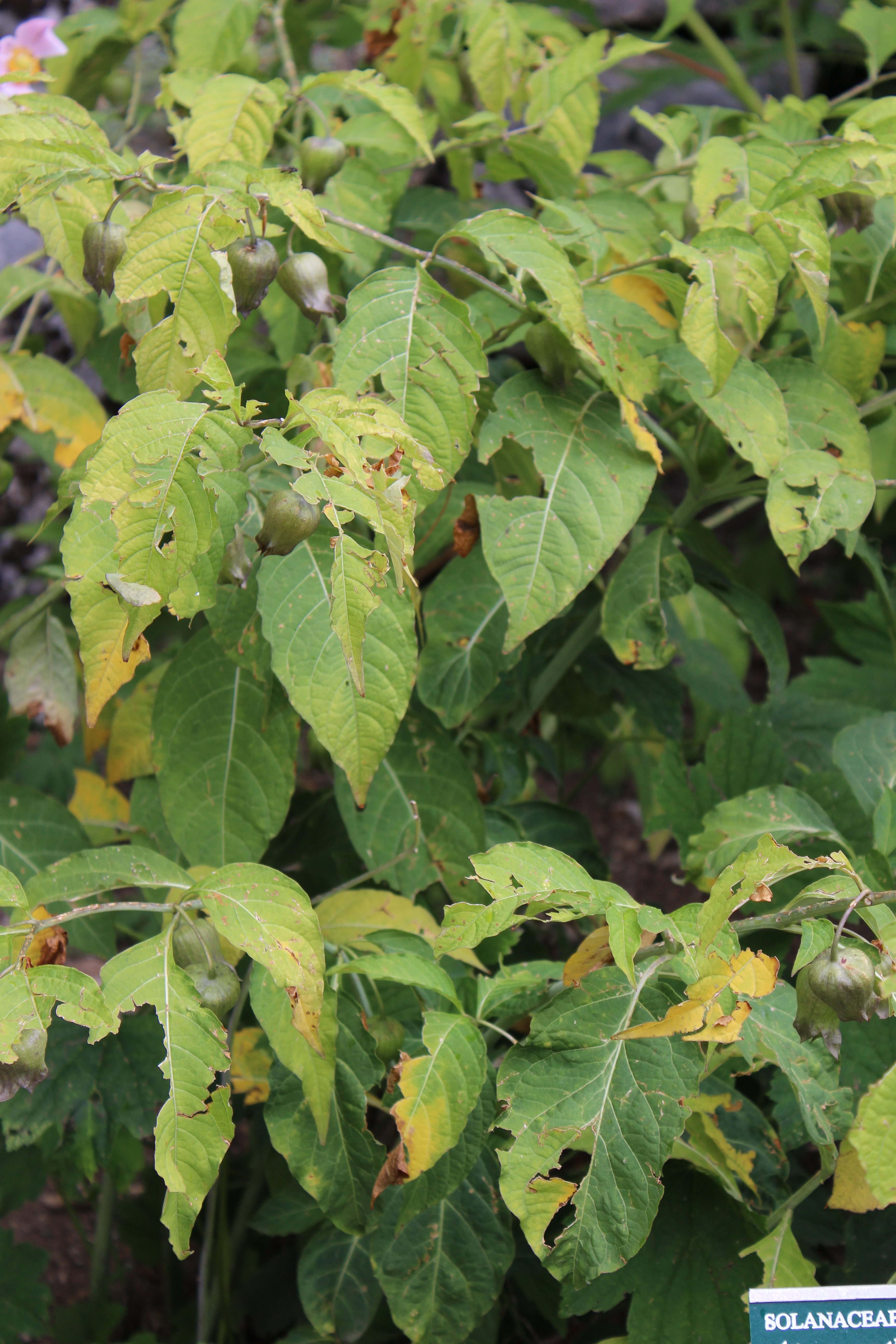
Habitus, gestielte Laubblätter und gestielte Blüten

### Vegetative Merkmale
Atropanthe sinensis wächst als ausdauernde krautige Pflanze bis Halbstrauch und erreicht Wuchshöhen von 0,5 bis 1 Metern. Es wird ein kräftiges Rhizom als Überdauerungsorgan ausgebildet. Die oberirdischen Pflanzenteile sind nicht mit Trichomen behaart.
Die Laubblätter sind in Blattstiel und Blattspreite gegliedert. Der Blattstiel in 1 bis 4 cm lang. Die einfache, ganzrandige Blattspreite ist bei einer Länge von selten 4 cm bis meist 10 bis 22 cm eiförmig, breit-eiförmig oder eiförmig-elliptisch und lang zugespitzt.

### Blüten
Die Blüten stehen einzeln, nickend in den Sprossachseln. Die Blütenstiele sind bis zu 2,5 cm lang. Die zwittrigen Blüten sind zygomorph und fünfzählig mit doppelter Blütenhülle. Der Blütenkelch ist glockenförmig-urnenförmig und 15 bis 29 mm lang. Die fünf Kelchzipfel sind leicht unterschiedlich lang, etwas kürzer als die Kelchröhre und fast so breit wie lang. Die gelb-grüne Blütenkrone ist schwach zygomorph und zylindrisch-glockenförmig. Sie hat eine Länge von 32 bis 42 mm. Die Kronzipfel sind unterschiedlich lang, nach oben eingerollt, jedoch nicht ohrförmig, leicht verlängert oder breiter als lang. Die Spitzen der Zipfel sind abgestumpft oder abgerundet.
Die Staubblätter stehen nicht über die Krone hinaus, sie bestehen aus Staubfäden unterschiedlicher Länge, die in den Blütenknospen ringförmig eingerollt und während der Blüte gebogen sind. Sie sind etwa 5 mm vom unteren Rand mit der Krone verwachsen und mit sehr kurzen Trichomen besetzt. Die Staubbeutel sind ventral fixiert, 5 bis 5,5 mm lang und erreichen damit nur etwa 1/4 bis 1/5 der Länge der Staubfäden. Die Pollen sind nahezu kugelig bis kugelig und mit 47 bis 49 µm mittelgroß, die drei Keimfalten liegen am Pollenäquator (trizonocolpat). Die Pollenkornwand (Exine) ist gerillt-runzelig.

### Früchte und Samen
Die Frucht ist eine Pyxidium genannte Sonderform der trockenen Kapselfrüchte, die nickend innerhalb des auf eine Länge von 2,9 bis 3,8 cm vergrößerten Kelches steht. Das Pyxidium hat einen Durchmesser von 18 bis 20 mm und ist kugelförmig, der Kelch ist urnen- bis blasenförmig und an der Spitze geöffnet. In den Früchten befinden sich 40 bis 50 Samen, die eine Länge von 2,8 bis 3,2 mm, eine Breite von 2,5 bis 2,9 mm und eine Dicke von 2 bis 2,5 mm besitzen. Die Samenhülle (Testa) ist dick, die Oberfläche kleingrubig. Der Embryo ist leicht gebogen, Endosperm ist reichlich vorhanden.

### Chromosomensatz
Eine einzige, an Material aus kultivierten Pflanzen durchgeführte, Untersuchung des Erbmaterials ergab eine Chromosomengrundzahl von x = 12.

## Vorkommen
Atropanthe sinensis ist endemisch in einem Gebiet im südlichen Zentralchina, das das nordwestliche Guizhou, westliche Hubei, südöstliche Sichuan und das nordöstliche Yunnan beinhaltet.
Atropanthe sinensis gedeiht in Höhenlagen von 1400 bis 3000 Metern an feuchten Standorten entlang von Gräben und in Wäldern.

## Verwendung
Atropanthe sinensis wird zur Gewinnung von Tropanalkaloiden genutzt. Die Wurzeln dienen als Heilmittel gegen Muskelkrämpfe und Schmerzen.

## Systematik
In der Systematik der Nachtschattengewächse nach Armando Hunziker wird die Gattung Atropanthe in die Tribus Hyoscyameae eingeordnet, in der sich sechs eurasische Gattungen befinden, nur die Gattung Hyoscyamus ist bis nach Nordafrika verbreitet. Die Tribus wird nach Hunziker in der Unterfamilie Solanoideae platziert.
Diese Zuordnung konnte durch phylogenetische Untersuchungen bestätigt werden und ist auch in der Systematik nach Richard Olmstead zu finden.

## Nachweise